# Eurocopa de Basquetebol de 2017–18
A Eurocopa de Basquete de 2017-18, também conhecida por 7DAYS Eurocup por motivos de patrocinadores, é a competição continental de clubes de segundo nível organizada pela Euroleague Basketball. A temporada 2017-18 é a 16ª edição do evento e a segunda com o patrocinador 7DAYS.

## Equipes participantes
| Temporada Regular     | Temporada Regular       | Temporada Regular         | Temporada Regular           |
| --------------------- | ----------------------- | ------------------------- | --------------------------- |
| Cedevita              | Herbalife Gran Canaria  | ratiopharm Ulm            | Darüşşafaka                 |
| Partizan NIS          | MoraBanc Andorra        | FC Bayern                 | Galatasaray Odeabank        |
| Budućnost VOLI        | RETAbet Bilbao Basket   | ALBA Berlin               | Tofaş                       |
| Zenit São Petersburgo | Levallois Metropolitans | Dolomiti Energia Trento   | Lietkabelis                 |
| Lokomotiv Kuban       | ASVEL                   | Grissin Bon Reggio Emilia | Lietuvos rytas              |
| UNICS                 | Limoges                 | FIAT Torino               | Hapoel Bank Yahav Jerusalem |

## Temporada Regular
No atual formato de disputa as equipes jogam entre si em turno e returno dentro do grupo em dez rodadas, sendo que os quatro melhores classificados ingressam para o TOP16. Esta etapa é disputada entre 10 de outubro de 2017 e 27 de dezembro de 2017.

### Grupo A
| Pos | Clube                   | J  | V | D | P+  | P-  | SP  | Classificação              |       | C/V   | CED    | DAC   | TUR    | LVM   | AND   | UNK |
| --- | ----------------------- | -- | - | - | --- | --- | --- | -------------------------- | ----- | ----- | ------ | ----- | ------ | ----- | ----- | --- |
| 1   | Darüşşafaka             | 10 | 8 | 2 | 805 | 716 | 89  | Classificados para o Top16 | CED   |       | 89-83  | 83-86 | 94-79  | 91-73 | 94-74 |     |
| 2   | UNICS                   | 10 | 7 | 3 | 794 | 760 | 34  | Classificados para o Top16 | DAC   | 85-83 |        | 75-77 | 100-67 | 85-77 | 78-69 |     |
| 3   | Cedevita                | 10 | 5 | 5 | 821 | 785 | 36  | Classificados para o Top16 | TUR   | 65-87 | 60-89  |       | 92-86  | 92-86 | 72-79 |     |
| 4   | FIAT Torino             | 10 | 5 | 5 | 793 | 842 | -49 | Classificados para o Top16 | LVM   | 91-81 | 64-69  | 73-79 |        | 99-92 | 67-77 |     |
| 5   | MoraBanc Andorra        | 10 | 3 | 7 | 784 | 810 | -26 |                            | AND   | 78-71 | 68-69  | 83-77 | 79-61  |       | 68-76 |     |
| 6   | Levallois Metropolitans | 10 | 2 | 8 | 755 | 839 | -84 | UNK                        | 78-61 | 75-79 | 101-93 | 76-68 | 89-80  |       |       |     |

### Grupo B
| Pos | Clube                     | J  | V | D | P+  | P-  | SP  | Classificação              |       | C/V   | POD   | BAY   | GSO   | REG    | JER   | LIE |
| --- | ------------------------- | -- | - | - | --- | --- | --- | -------------------------- | ----- | ----- | ----- | ----- | ----- | ------ | ----- | --- |
| 1   | FC Bayern                 | 10 | 9 | 1 | 881 | 749 | 132 | Classificados para o Top16 | POD   |       | 60-76 | 87-78 | 82-74 | 92-75  | 76-62 |     |
| 2   | Galatasaray Odeabank      | 10 | 5 | 5 | 795 | 770 | 25  | Classificados para o Top16 | BAY   | 85-82 |       | 86-78 | 83-58 | 111-85 | 93-57 |     |
| 3   | Grissin Bon Reggio Emilia | 10 | 5 | 5 | 739 | 747 | -8  | Classificados para o Top16 | GSO   | 82-61 | 69-86 |       | 82-72 | 87-68  | 73-78 |     |
| 4   | Budućnost VOLI            | 10 | 5 | 5 | 776 | 776 | 0   | Classificados para o Top16 | REG   | 77-71 | 90-82 | 74-71 |       | 61-63  | 82-85 |     |
| 5   | Lietkabelis               | 10 | 4 | 6 | 761 | 812 | -51 |                            | JER   | 81-86 | 83-91 | 81-91 | 66-79 |        | 93-81 |     |
| 6   | Hapoel Jerusalem          | 10 | 2 | 8 | 767 | 865 | -98 | LIE                        | 86-79 | 87-88 | 77-84 | 75-82 | 86-72 |        |       |     |

### Grupo C
| Pos | Clube                 | J  | V  | D | P+  | P-  | SP   | Classificação              |       | C/V   | ALB    | RBB    | LRY   | CSP   | LOK    | PAR |
| --- | --------------------- | -- | -- | - | --- | --- | ---- | -------------------------- | ----- | ----- | ------ | ------ | ----- | ----- | ------ | --- |
| 1   | Lokomotiv Kuban       | 10 | 10 | 0 | 851 | 710 | 141  | Classificados para o Top16 | ALB   |       | 86-68  | 93-86  | 78-84 | 84-89 | 111-85 |     |
| 2   | Lietuvos rytas        | 10 | 6  | 4 | 855 | 796 | 59   | Classificados para o Top16 | RBB   | 86-94 |        | 79-86  | 72-76 | 69-91 | 92-96  |     |
| 3   | ALBA Berlin           | 10 | 6  | 4 | 847 | 812 | 35   | Classificados para o Top16 | LRY   | 94-73 | 83-93  |        | 92-76 | 85-93 | 93-75  |     |
| 4   | Limoges               | 10 | 5  | 5 | 787 | 804 | -17  | Classificados para o Top16 | CSP   | 65-73 | 86-74  | 69-71  |       | 61-63 | 92-83  |     |
| 5   | RETAbet Bilbao Basket | 10 | 2  | 8 | 821 | 899 | -78  |                            | LOK   | 75-59 | 102-86 | 77-68  | 81-55 |       | 99-64  |     |
| 6   | Partizan NIS          | 10 | 1  | 9 | 811 | 951 | -140 | PAR                        | 80-96 | 67-83 | 80-91  | 98-101 | 83-93 |       |        |     |

### Grupo D
| Pos | Clube                   | J  | V | D | P+  | P-  | SP  | Classificação              |       | C/V     | ASV   | TRE   | HGC    | ULM   | TOF    | ZEN |
| --- | ----------------------- | -- | - | - | --- | --- | --- | -------------------------- | ----- | ------- | ----- | ----- | ------ | ----- | ------ | --- |
| 1   | ASVEL                   | 10 | 7 | 3 | 856 | 814 | 42  | Classificados para o Top16 | ASV   |         | 79-67 | 68-84 | 108-77 | 84-74 | 88-85  |     |
| 2   | Dolomiti Energia Trento | 10 | 6 | 4 | 830 | 797 | 33  | Classificados para o Top16 | TRE   | 85-75   |       | 79-76 | 77-66  | 88-91 | 103-81 |     |
| 3   | Zenit São Petersburgo   | 10 | 6 | 4 | 862 | 864 | -2  | Classificados para o Top16 | HGC   | 128-129 | 85-76 |       | 97-84  | 92-71 | 97-87  |     |
| 4   | Herbalife Gran Canaria  | 10 | 5 | 5 | 884 | 837 | 47  | Classificados para o Top16 | ULM   | 84-94   | 84-94 | 97-87 |        | 83-73 | 93-95  |     |
| 5   | Tofaş                   | 10 | 4 | 6 | 826 | 861 | -35 |                            | TOF   | 82-81   | 79-91 | 98-94 | 100-84 |       | 76-80  |     |
| 6   | ratiopharm Ulm          | 10 | 2 | 8 | 830 | 915 | -85 | ZEN                        | 89-92 | 81-70   | 90-85 | 90-78 | 84-82  |       |        |     |

## Top 16 (Segunda fase)

### Grupo E
| Pos | Clube                  | J | V | D | P+  | P-  | SP  | Classificação     |       | C/V   | DAC    | GAL   | ALB    | HER |
| --- | ---------------------- | - | - | - | --- | --- | --- | ----------------- | ----- | ----- | ------ | ----- | ------ | --- |
| 1   | Darüşşafaka            | 6 | 5 | 1 | 480 | 412 | 68  | Quartas de Finais | DAC   |       | 77-63  | 82-70 | 88-70  |     |
| 2   | Herbalife Gran Canaria | 6 | 4 | 2 | 507 | 484 | 23  | Quartas de Finais | GAL   | 65-84 |        | 92-97 | 86-108 |     |
| 3   | ALBA Berlin            | 6 | 2 | 4 | 469 | 483 | -14 |                   | ALB   | 66-79 | 95-62  |       | 72-75  |     |
| 4   | Galatasaray            | 6 | 1 | 5 | 448 | 525 | -77 | HER               | 78-70 | 76-87 | 100-81 |       |        |     |

### Grupo F
| Pos | Clube                 | J | V | D | P+  | P-  | SP  | Classificação     |       | C/V   | BAY     | LRY   | ZEN    | FIA |
| --- | --------------------- | - | - | - | --- | --- | --- | ----------------- | ----- | ----- | ------- | ----- | ------ | --- |
| 1   | FC Bayern             | 6 | 5 | 1 | 526 | 480 | 46  | Quartas de Finais | BAY   |       | 81-68   | 95-78 | 107-81 |     |
| 2   | Zenit São Petersburgo | 6 | 4 | 2 | 549 | 528 | 21  | Quartas de Finais | LRY   | 85-87 |         | 96-98 | 101-68 |     |
| 3   | FIAT Torino           | 6 | 2 | 4 | 479 | 543 | -64 |                   | ZEN   | 78-80 | 113-100 |       | 95-84  |     |
| 4   | Lietuvos rytas        | 6 | 1 | 5 | 527 | 530 | -3  | FIA               | 90-76 | 83-77 | 73-87   |       |        |     |

### Grupo G
| Pos | Clube                   | J | V | D | P+  | P-  | SP  | Classificação     |       | C/V   | LOK   | DOL   | CED     | BUD |
| --- | ----------------------- | - | - | - | --- | --- | --- | ----------------- | ----- | ----- | ----- | ----- | ------- | --- |
| 1   | Lokomotiv Kuban         | 6 | 6 | 0 | 470 | 392 | 78  | Quartas de Finais | LOK   |       | 97-69 | 69-64 | 77-66   |     |
| 2   | Budućnost VOLI          | 6 | 4 | 2 | 451 | 420 | 31  | Quartas de Finais | DOL   | 71-74 |       | 83-72 | 105-106 |     |
| 3   | Dolomiti Energia Trento | 6 | 2 | 4 | 452 | 481 | -29 |                   | CED   | 60-85 | 77-81 |       | 75-78   |     |
| 4   | Cedevita                | 6 | 0 | 6 | 400 | 480 | -80 | BUD               | 62-68 | 79-66 | 84-52 |       |         |     |

### Grupo H
| Pos | Clube                     | J | V | D | P+  | P-  | SP  | Classificação     |       | C/V   | UNI   | GRI   | ASV   | LIM |
| --- | ------------------------- | - | - | - | --- | --- | --- | ----------------- | ----- | ----- | ----- | ----- | ----- | --- |
| 1   | Grissin Bon Reggio Emilia | 6 | 4 | 2 | 444 | 414 | 30  | Quartas de Finais | UNI   |       | 69-71 | 88-84 | 88-78 |     |
| 2   | UNICS                     | 6 | 4 | 2 | 447 | 437 | 10  | Quartas de Finais | GRI   | 76-75 |       | 75-68 | 87-54 |     |
| 3   | ASVEL                     | 6 | 3 | 3 | 461 | 424 | 37  |                   | ASV   | 77-83 | 68-64 |       | 92-78 |     |
| 4   | Limoges                   | 6 | 1 | 5 | 417 | 494 | -77 | LIM               | 66-69 | 80-71 | 61-87 |       |       |     |

### Líderes em estatísticas

#### Pontos
| # | Jogador            | Clube                     | J  | Índice |
| - | ------------------ | ------------------------- | -- | ------ |
| 1 | Scottie Wilbekin   | Darüşşafaka               | 16 | 18.88  |
| 2 | Amedeo Della Valle | Grissin Bon Reggio Emilia | 19 | 17.53  |
| 3 | Lamar Patterson    | FIAT Torino               | 16 | 16.31  |
| 4 | John Roberson      | ASVEL                     | 16 | 15.81  |
| 5 | Dominique Sutton   | Dolomiti Energia Trento   | 15 | 15.53  |

#### Rebotes
| # | Jogador         | Clube                     | J  | Índice |
| - | --------------- | ------------------------- | -- | ------ |
| 1 | Richard Hendrix | Galatasaray               | 15 | 7.53   |
| 2 | Jalen Reynalds  | Grissin Bon Reggio Emilia | 21 | 7.52   |
| 3 | Ondřej Balvin   | Herbalife Gran Canaria    | 18 | 7.28   |
| 4 | Drew Gordon     | Zenit São Petersburgo     | 17 | 7.00   |
| 5 | Darryl Watkins  | ASVEL                     | 16 | 6.69   |

#### Assistências
| # | Jogador          | Clube                  | J  | Índice |
| - | ---------------- | ---------------------- | -- | ------ |
| 1 | Chris Kramer     | Lietuvos rytas         | 14 | 7.36   |
| 2 | Quino Colom      | UNICS                  | 19 | 5.63   |
| 3 | Stefan Jović     | FC Bayern              | 15 | 5.60   |
| 4 | Scottie Wilbekin | Darüşşafaka            | 16 | 5.06   |
| 5 | Gal Mekel        | Herbalife Gran Canaria | 17 | 5.06   |

#### Bolas roubadas
| # | Jogador          | Clube                   | J  | Índice |
| - | ---------------- | ----------------------- | -- | ------ |
| 1 | Howard Sant-Roos | Darüşşafaka             | 19 | 2.11   |
| 4 | Diante Garret    | FIAT Torino             | 16 | 1.63   |
| 3 | Scottie Wilbekin | Darüşşafaka             | 16 | 1.63   |
| 4 | Alex Renfroe     | Galatasaray Odeabank    | 16 | 1.56   |
| 5 | Toto Forray      | Dolomiti Energia Trento | 16 | 1.44   |

#### Tocos/Bloqueios
| # | Jogador        | Clube                  | J  | Índice |
| - | -------------- | ---------------------- | -- | ------ |
| 1 | Stephane Lasme | UNICS                  | 19 | 2.47   |
| 2 | JaJuan Johnson | Darüşşafaka            | 19 | 1.47   |
| 3 | Alpha Kaba     | ASVEL                  | 15 | 0.93   |
| 4 | Mam Jaiteh     | Limoges                | 14 | 0.93   |
| 5 | Ondřej Balvin  | Herbalife Gran Canaria | 18 | 0.78   |

#### Valoração
| # | Jogador            | Clube                     | J  | Índice |
| - | ------------------ | ------------------------- | -- | ------ |
| 1 | Scottie Wilbekin   | Darüşşafaka               | 16 | 20.69  |
| 2 | Amedeo Della Valle | Grissin Bon Reggio Emilia | 19 | 20.16  |
| 3 | Stephane Lasme     | UNICS                     | 19 | 19.58  |
| 4 | Quino Colom        | UNICS                     | 19 | 18.84  |
| 5 | Dominique Sutton   | Dolomiti Energia Trento   | 15 | 18.20  |

## Playoffs
|  | Quartas de final | Quartas de final | Quartas de final | Quartas de final | Quartas de final |             |    | Semifinais | Semifinais | Semifinais | Semifinais |             |    | Final | Final | Final | Final | Final | Final | Final | Final | Final | Final |
|  |                  |                  |                  |                  |                  |             |    |            |            |            |            |             |    |       |       |       |       |       |       |       |       |       |       |
|  | 1                | Darüşşafaka      | 57               | 78               |                  |             |    |            |            |            |            |             |    |       |       |       |       |       |       |       |       |       |       |
|  | 8                | Budućnost        | 54               | 71               |                  |             |    |            |            |            |            |             |    |       |       |       |       |       |       |       |       |       |       |
|  | 8                | Budućnost        | 54               | 71               |                  | Darüşşafaka | 76 | 87         |            |            |            |             |    |       |       |       |       |       |       |       |       |       |       |
|  |                  |                  |                  |                  |                  |             | 76 | 87         |            |            |            |             |    |       |       |       |       |       |       |       |       |       |       |
|  |                  | FC Bayern        | 74               | 83               |                  |             |    |            |            |            |            |             |    |       |       |       |       |       |       |       |       |       |       |
|  | 4                | FC Bayern        | 74               | 83               | FC Bayern        | 83          | 73 | 91         |            |            |            |             |    |       |       |       |       |       |       |       |       |       |       |
|  | 4                |                  |                  |                  | FC Bayern        | 83          | 73 | 91         |            |            |            |             |    |       |       |       |       |       |       |       |       |       |       |
|  | 5                | UNICS Cazã       | 75               | 80               | 81               |             |    |            |            |            |            |             |    |       |       |       |       |       |       |       |       |       |       |
|  | 5                | UNICS Cazã       | 75               | 80               | 81               |             |    |            |            |            |            | Darüşşafaka | 81 | 67    |       |       |       |       |       |       |       |       |       |
|  |                  |                  |                  |                  |                  |             |    |            |            |            |            |             | 81 | 67    |       |       |       |       |       |       |       |       |       |
|  |                  | Lokomotiv        | 78               | 59               |                  |             |    |            |            |            |            |             |    |       |       |       |       |       |       |       |       |       |       |
|  | 3                | Lokomotiv        | 78               | 59               | Lokomotiv        | 79          | 80 |            |            |            |            |             |    |       |       |       |       |       |       |       |       |       |       |
|  | 3                |                  |                  |                  | Lokomotiv        | 79          | 80 |            |            |            |            |             |    |       |       |       |       |       |       |       |       |       |       |
|  | 6                | Gran Canaria     | 74               | 59               |                  |             |    |            |            |            |            |             |    |       |       |       |       |       |       |       |       |       |       |
|  | 6                | Gran Canaria     | 74               | 59               |                  | Lokomotiv   | 82 | 79         |            |            |            |             |    |       |       |       |       |       |       |       |       |       |       |
|  |                  |                  |                  |                  |                  |             | 82 | 79         |            |            |            |             |    |       |       |       |       |       |       |       |       |       |       |
|  |                  | Reggiana         | 65               | 69               |                  |             |    |            |            |            |            |             |    |       |       |       |       |       |       |       |       |       |       |
|  | 2                | Reggiana         | 65               | 69               | Reggiana         | 75          | 77 | 105        |            |            |            |             |    |       |       |       |       |       |       |       |       |       |       |
|  | 2                |                  |                  |                  | Reggiana         | 75          | 77 | 105        |            |            |            |             |    |       |       |       |       |       |       |       |       |       |       |
|  | 7                | Zenit S. Ptbrg   | 61               | 91               | 99               |             |    |            |            |            |            |             |    |       |       |       |       |       |       |       |       |       |       |
|  | 7                | Zenit S. Ptbrg   | 61               | 91               | 99               |             |    |            |            |            |            |             |    |       |       |       |       |       |       |       |       |       |       |

## Campeões
| 7days EuroCopa 2017-18 Campeões |
| ------------------------------- |
| Darüşşafaka 1º Título           |